# Ankobersiska
Ankobersiska (Crithagra ankoberensis) är en fågel i familjen finkar inom ordningen tättingar.

## Utseende och läten
Ankobersiskan är en liten (11 cm) finkfågel. Ovansidan är gråbrun och undersidan smutsvit med kraftig mörkbrun streckning. Näbben är ljus, relativt tunn och spetsig. Liknande strimsiskan är mycket större med mycket kraftigare näbb. Kontaktlätet är ett mjukt och nasalt "szhree" medan flyktlätet är ett ljust drillande.

## Utbredning och systematik
Fågeln förekommer i snår i bergstrakter i centrala Etiopien. Den behandlas som monotypisk, det vill säga att den inte delas in i några underarter.

### Släktestillhörighet
Ankobersiskan placerades tidigare i släktet Serinus men DNA-studier visar att den liksom ett stort antal i huvudsak afrikanska arter endast är avlägset släkt med till exempel gulhämpling (S. serinus).

## Levnadssätt
Ankobersiskan hittas mycket lokalt i branta och klippiga bergsområden, med gräsmarker eller hedar. Den ses vanligen i smågrupper.

## Status
Ankobersiskan har en liten världspopulation uppskattad till endast mellan 6 000 och 15 000 vuxna individer. Dess levnadsmiljö är vidare hotad och minskar i omfång. IUCN kategoriserar den därför som sårbar.